# Halesus sachalinensis
Halesus sachalinensis là một loài Trichoptera trong họ Limnephilidae. Chúng phân bố ở miền Cổ bắc.